# Namoi River
La Namoi River ou Namoi est une rivière de Nouvelle-Galles du Sud en Australie, et un affluent gauche de la Barwon  donc un sous-affluent du Murray par la Darling.

## Géographie
La Namoi résulte de la confluence des rivières Macdonald, Peel, Cockburn et Manilla, cours d'eau du versant ouest de la cordillère australienne dans le nord de la Nouvelle-Galles du Sud. Ces cours d'eau qui vont vers l'ouest se rejoignent près de la ville de Gunnedah dans la plaine Liverpool pour former la Namoi.
La Namoi continue sa route vers l'ouest, traverse les villes de Narrabri et Wee Waa et rejoint finalement la Barwon River près de la ville de Walgett.

## Aménagements
Le barrage de Keepit Dam près de Gunnedah est un important barrage aussi bien pour le contrôle des crues que pour l'irrigation. Les plaines de la région autour de Wee Waa sur la basse Namoi sont une vaste zone de  culture du coton qui peut pousser dans la région grâce à l'irrigation rendue possible par le barrage.

## Écologie
La Namoi abrite un grand nombre de poissons et de crustacés comme la morue de Murray, la perche dorée, la perche argentée, le poisson-chat tandanus ainsi que les écrevisses de Murray. La morue de Murray atteint assez facilement les 40 kilogrammes mais l'introduction de poissons européens comme les carpes ainsi que les changements de régime de la rivière par suite du barrage et de l'irrigation ont eu un effet négatif sur la faune locale aussi des programmes de repeuplement ont ils été entrepris essentiellement par des  volontaires.